# Coppa del Mondo di halfpipe (freestyle)
La Coppa del Mondo di halfpipe è un trofeo assegnato annualmente dalla Federazione Internazionale Sci (FIS), a partire dalla stagione 2003/2004, al freestyler ed alla freestyler che hanno ottenuto il punteggio complessivo più alto nelle gare di halfpipe del circuito della Coppa del Mondo di freestyle. La coppa di specialità in due occasioni non è stata attribuita: nella stagione 2005 e nel 2010.

## Albo d'oro
| Stagione  | Uomini             | Uomini      | Donne                | Donne            |
| Stagione  | Vincitore          | Nazionale   | Vincitrice           | Nazionale        |
| --------- | ------------------ | ----------- | -------------------- | ---------------- |
| 2003/2004 | Mathias Wecxsteen  | Francia     | Marie Martinod       | Francia          |
| 2004/2005 | non assegnata      | -           | non assegnata        | -                |
| 2005/2006 | Kalle Leinonen     | Finlandia   | Anaïs Caradeux       | Francia          |
| 2006/2007 | Kalle Leinonen (2) | Finlandia   | Jessica Cumming      | Stati Uniti      |
| 2007/2008 | Matthew Hayward    | Canada      | Virginie Faivre      | Svizzera         |
| 2008/2009 | Kevin Rolland      | Francia     | Virginie Faivre      | Svizzera         |
| 2009/2010 | non assegnata      | -           | non assegnata        | -                |
| 2010/2011 | Benoît Valentin    | Francia     | Brita Sigourney      | Stati Uniti      |
| 2011/2012 | David Wise         | Stati Uniti | Brita Sigourney (2)  | Stati Uniti      |
| 2012/2013 | Mike Riddle        | Canada      | Virginie Faivre (3)  | Svizzera         |
| 2013/2014 | Justin Dorey       | Canada      | Devin Logan          | Stati Uniti      |
| 2014/2015 | David Wise (2)     | Stati Uniti | Ayana Onozuka        | Giappone         |
| 2015/2016 | Kevin Rolland      | Francia     | Ayana Onozuka (2)    | Giappone         |
| 2016/2017 | Kevin Rolland (3)  | Francia     | Marie Martinod (2)   | Francia          |
| 2017/2018 | Alex Ferreira      | Stati Uniti | Cassie Sharpe        | Canada           |
| 2018/2019 | Simon d'Artois     | Canada      | Cassie Sharpe (2)    | Canada           |
| 2019/2020 | Aaron Blunck       | Stati Uniti | Valerija Demidova    | Russia           |
| 2020/2021 | Aaron Blunck (2)   | Stati Uniti | Rachael Karker       | Canada           |
| 2021/2022 | Brendan Mackay     | Canada      | Eileen Gu            | Cina             |
| 2022/2023 | Birk Irving        | Stati Uniti | Rachael Karker (2)   | Canada           |
| 2023/2024 | Alex Ferreira      | Stati Uniti | Eileen Gu (2)        | Cina             |
| 2024/2025 | Alex Ferreira (3)  | Stati Uniti | Li Fanghui Zoe Atkin | Cina Regno Unito |